# Niarchos baehrae
Espèce
Niarchos baehrae est une espèce d'araignées aranéomorphes de la famille des Oonopidae.

## Distribution
Cette espèce est endémique de la province de Cotopaxi en Équateur,. Elle se rencontre dans la réserve biologique d'Otonga entre 1 625 et 2 225 m d'altitude sur le versant ouest de la cordillère Occidentale.

## Description
La femelle holotype mesure 2,37 mm.
Le mâle décrit par Dupérré et Tapia en 2017 mesure 2,1 mm.

## Étymologie
Cette espèce est nommée en l'honneur de Barbara Baehr.

## Publication originale
- Platnick & Dupérré, 2010 : The Andean goblin spiders of the new genera Niarchos and Scaphios (Araneae, Oonopidae). Bulletin of the American Museum of Natural History, no 345, p. 1-120 (texte intégral).